# Stanisław Klimecki

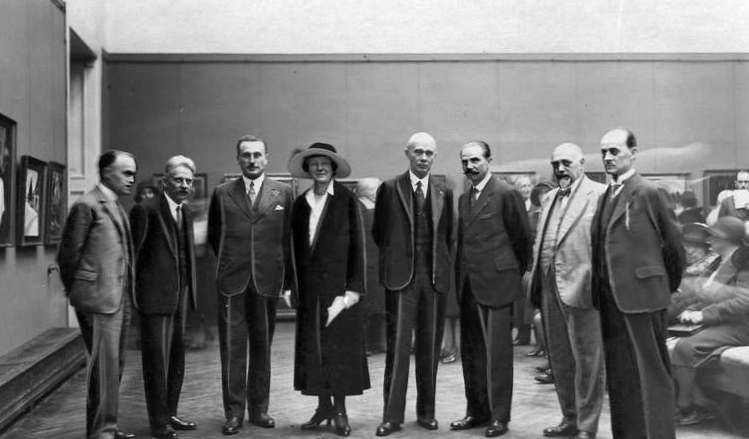
Otwarcie wystawy prac malarskich Andrzeja Olesia w Pałacu Sztuki w Krakowie. Widoczni od lewej: sekretarz Towarzystwa Przyjaciół Sztuk Pięknych w Krakowie Artur Schroeder, artysta malarz Andrzej Oleś, wicewojewoda krakowski Mieczysław Bilek, pani Kwaśniewska, wojewoda krakowski Mikołaj Kwaśniewski, prezydent Krakowa Władysław Belina-Prażmowski, wiceprezydent Krakowa Witold Ostrowski, wiceprezydent Krakowa Stanisław Klimecki.

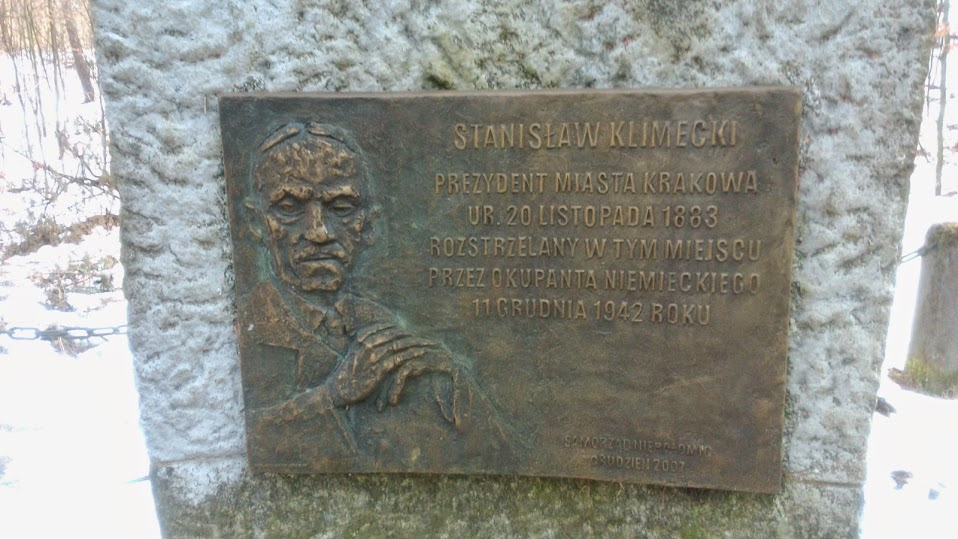
Tablica pamiątkowa w miejscu śmierci Stanisława Klimeckiego w Puszczy Niepołomickiej (tzw. Kozie Górki)

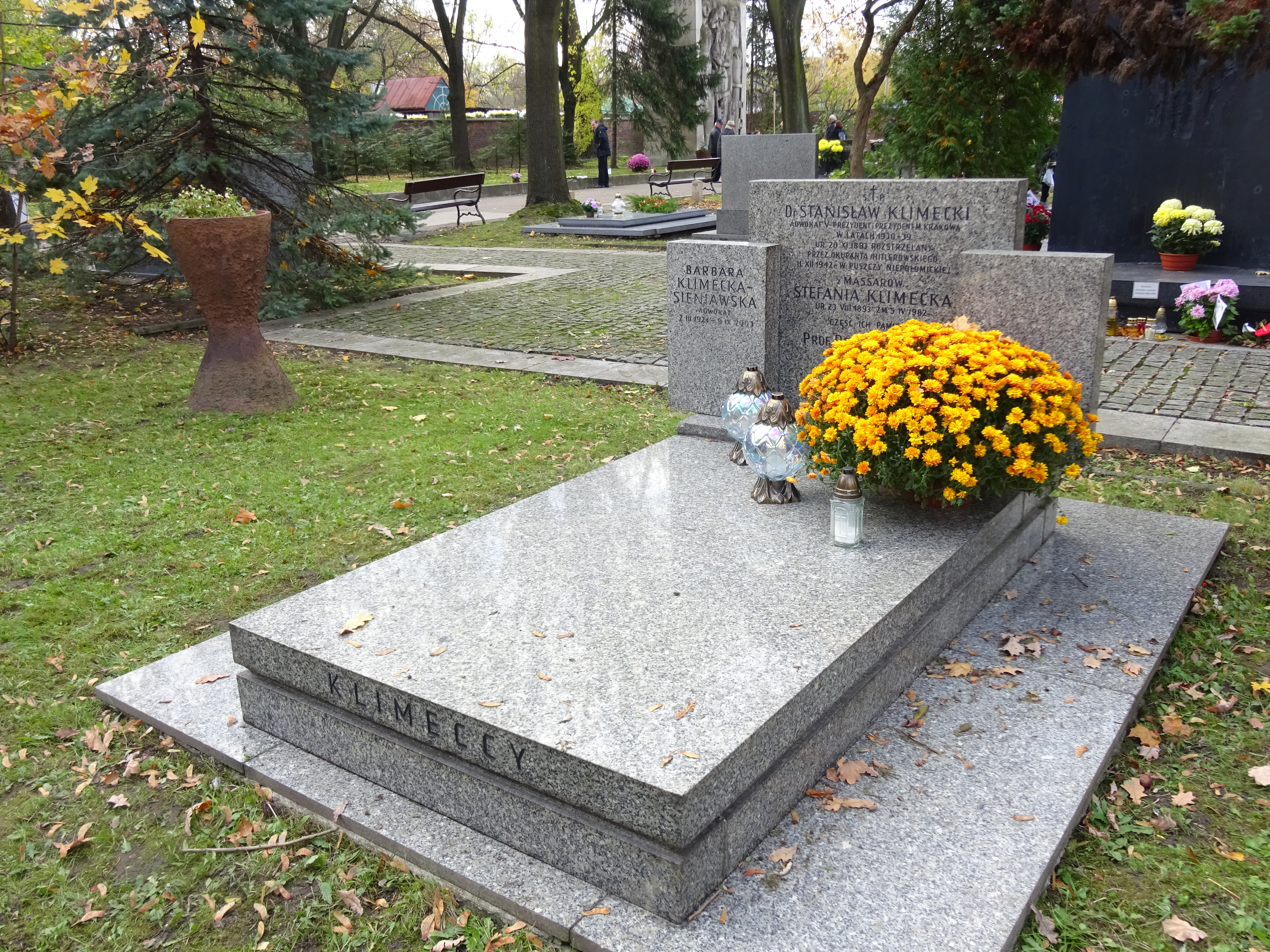
Grobowiec Stanisława Klimeckiego na Cmentarzu Rakowickim w Krakowie

Stanisław Feliks Klimecki (ur. 20 listopada 1883 w Woli Przemykowskiej koło Brzeska, zm. 11 grudnia 1942) – kapitan piechoty Wojska Polskiego, prawnik, działacz niepodległościowy i społeczny, prezydent Krakowa.

## Życiorys
Urodził się 20 listopada 1883 w Woli Przemykowskiej, w rodzinie Edmunda, emerytowanego nadinspektora straży skarbowej, i Rozalii z Wróblewskich. Był bratem Longina (zm. 1 marca 1920), podporucznika 51 pułku piechoty.
Nauki pobierał w szkołach w Złoczowie, Wadowicach, Bochni. Maturę jako eksternista zdawał w Podgórzu w 1904.
Studiował prawo na Uniwersytecie Wiedeńskim, doktorat uzyskał na Uniwersytecie Jagiellońskim w 1913. Był radnym podgórskiej Rady Miejskiej w czasie połączenia Podgórza i Krakowa. Członek Związku Walki Czynnej i Strzelca.
W czasie I wojny światowej walczył w szeregach 2 pułku piechoty Legionów Polskich, m.in. w bitwie pod Mołotkowem. 21 grudnia 1914 został mianowany chorążym, a 14 marca 1915 awansowany na podporucznika. 12 maja 1915 dostał się do niewoli rosyjskiej, zbiegł do Charkowa, gdzie pod przybranym nazwiskiem Wróblewski był nauczycielem w polskim gimnazjum. W 1918 brał udział w rozbrajaniu żołnierzy austriackich w Krakowie. Z wojska wystąpił w czerwcu 1919 w stopniu kapitana rezerwy. W 1934, jako oficer rezerwy pozostawał w ewidencji Powiatowej Komendy Uzupełnień Kraków Miasto. Posiadał przydział do Oficerskiej Kadry Okręgowej Nr V. Był wówczas w grupie oficerów „powyżej 40 roku życia”.
Od 1919 prowadził kancelarię adwokacką w Podgórzu. W krakowskiej Radzie Miejskiej zasiadał od 1926. 18 lutego 1931 wszedł w skład Rady Przybocznej, a 9 lipca tego samego roku został wiceprezydentem i na tym stanowisku pozostał do 2 września 1939. Zajmował się opieką społeczną, zdrowiem mieszkańców Krakowa, ogrodami oraz sprawami gazowni. 1 lutego 1939 przyjął dymisję prezydenta Mieczysława Kaplickiego i do czasu nowych wyborów pełnił obowiązki prezydenta miasta. 1 maja 1939 przekazał urząd Bolesławowi Czuchajowskiemu, tymczasowemu prezydentowi mianowanemu przez ministra spraw wewnętrznych.
3 września 1939 po wyjeździe komisarycznego prezydenta Bolesława Czuchajowskiego, Rada Miejska powierzyła Stanisławowi Klimeckiemu funkcję prezydenta miasta. W mieście powstał Obywatelski Komitet Pomocy pod przewodnictwem kardynała Adama Stefana Sapiehy w ścisłym porozumieniu z prezydentem miasta. W ostatniej chwili udało się dr. Klimeckiemu przejąć z ewakuowanego Banku Polskiego 7 milionów złotych, które miały zostać zniszczone. Umożliwiły one pokrycie zwiększonych wydatków na opiekę społeczną. 6 września 1939 prezydent Klimecki wyjechał naprzeciw ostrzeliwującym miasto oddziałom niemieckim, oświadczając iż w mieście panuje spokój i nie ma powodów do strzelaniny.
Pamiętnikarze zgodnie podkreślają, że Stanisław Klimecki z godnością i odwagą bronił interesów mieszkańców Krakowa.
20 września 1939 został usunięty z funkcji prezydenta i aresztowany, co równocześnie oznaczało likwidację polskiego zarządu miasta. Na czele Zarządu Miasta Krakowa stanął nadburmistrz Drezna Ernst Zörner. Okupacja Krakowa trwała 5 lat, 4 miesiące i 12 dni.
Dr Klimecki po aresztowaniu 20 września opuścił więzienie przy ul. Montelupich po 10 dniach 30 września 1939. Ponownie aresztowany wraz z profesorami UJ i AGH 6 listopada 1939 w ramach tzw. Sonderaktion Krakau trafił do obozu Sachsenhausen. Zwolniony powrócił do Krakowa w styczniu 1940 i przez dwa lata pracował jako adwokat. Aresztowany ponownie po raz trzeci przez Gestapo w nocy z 28 na 29 listopada 1942, został rozstrzelany 11 grudnia 1942 w Puszczy Niepołomickiej.
Żonaty ze Stefanią Massar, ojciec dwójki dzieci: córka Barbara była adwokatem, syn Wojciech metalurgiem z tytułem prof. dr inż.

## Ordery i odznaczenia
- Krzyż Niepodległości – 7 lipca 1931 „za pracę w dziele odzyskania niepodległości”[5]